# Zespół dworski w Przegini Narodowej
Zespół dworski – zabytkowy zespół dworski, znajdujący się w Przegini Narodowej, w gminie Czernichów, w powiecie krakowskim.
Obiekt wraz z parkiem i stawem, został wpisany do rejestru zabytków nieruchomych województwa małopolskiego.

## Historia
Lokacja wsi Przeginia datowana jest na rok 1276. Później doszło do podziału wsi. Przeginia Duchowna należała do benedyktynów z Tyńca, a następnie do kanoników laterańskich z Krakowa. Druga część miejscowości (późniejsza Przeginia Narodowa) pozostała w rękach prywatnych. W XV wieku właścicielem był Henryk Ligęza. W 1440 roku majątek należał do Żegoty z Gumienic a następnie do Jana Skawińskiego. Pod koniec XVIII wieku późniejsza Przeginia Narodowa była własnością królewską, w poł. XIX wieku była w posiadaniu rządu austriackiego, a następnie w 1880 roku należała do Towarzystwa Rolniczego w Krakowie. Na początku XX wieku cała Przeginia należała do kapituły krakowskiej. Po przebudowie w 1910 roku dworek zwany „Matejkówką”, stanowił własność rodziny Jana Matejki. W okresie drugiej wojny światowej w dworze mieściła się komora celna na granicy Generalnej Guberni. Po wojnie majątek został przejęty przez Państwowy Fundusz Ziemi – w budynku dworskim umieszczono szkołę. Obecnie w obiekcie znajduje się siedziba Stowarzyszenia Kobiet w Przegini Narodowej, oraz filia Biblioteki Gminnego Ośrodka Kultury.

## Architektura
Dworek został wybudowany w latach 1830–1833. Pierwotnie był to budynek parterowy, wysoko podpiwniczony. Około 1910 dworek rozbudowano od strony południowo–zachodniej. Powstał wtedy duży narożny podcień i szerokie schody prowadzące do nowego wejścia. Obiekt nakryto trójpołaciowym dachem. Pozostały resztki dawnego parku.